# Michał Hórnik
Michał Hórnik (în germană Michael Hornig; n. 1 septembrie 1833, Räckelwitz (Worklecy), Regatul Saxoniei - d. 22 februarie 1894, Bautzen (Budyšin), Regatul Saxoniei) a fost un preot catolic, lingvist, scriitor, eseist și traducător sorab, fondator și redactor al revistelor Katolski Posoł, Łužičan și Serbski Hospodar, președinte al societății Maćica Serbska (din 1882) și participant activ la renașterea națională sorabă din secolul al XIX-lea.

## Biografie
Michał Hórnik s-a născut în 1833 în satul Räckelwitz (în sorabă de sus Worklecy) din apropierea orașului Kamenz. A absolvit liceul din Bautzen în 1847 și apoi s-a înscris la Seminarul Luzacian din Praga. Ca seminarist, a urmat studii și la Liceul din Malá Strana și la Facultatea de Teologie a Universității Caroline. În timpul studiilor la Praga a fost membru și apoi șef al asociației studențești Serbowka, care a funcționat în cadrul Seminarului Luzacian. În 1852 a publicat în paginile ziarului Tydźeńske Nowiny prima sa operă literară intitulată „Brancelej”. În calitate de student la Praga, a publicat în revista literară Kwětki, redactată de asociația Serbowka, aproximativ 40 de poezii și traduceri, inclusiv o traducere în soraba de sus a epopeii Cântec despre oastea lui Igor. În 1856 s-a întors în patrie și la 24 septembrie 1856 a fost hirotonit preot și a slujit pe post de capelan la Bautzen. În 1871 a fost numit paroh al Bisericii „Preafericita Fecioară Maria” din Bautzen. A ocupat această funcție până în 1890. La 24 octombrie 1890 a fost numit asesor al Consistoriului și canonic al Capitlului Catedralei „Sf. Petru”.
În anii 1850 Michał Hórnik, împreună cu Jan Arnošt Smoler, s-a ocupat de crearea și perfecționarea unei ortografii unice a limbii sorabe de sus.
Începând din anii 1860 a participat activ la viața culturală și socială a sorabilor. Din 1859 până în 1894 a predat limba sorabă de sus la Școala Pedagogică Catolică din Bautzen. În 1860 a fondat ziarul sorab Łužičan. În 1861, împreună cu J. A. Smoler, a fost ales membru corespondent al Universității din Harkov. În 1862 a fost creată, la inițiativa sa, Societatea Sfinților Chiril și Metodiu (în sorabă de sus Towarstwo swj. Cyrila a Metoda) - o asociație a catolicilor sorabi - care avea ca principale obiective reprezentarea intereselor sorabilor în cadrul Bisericii Catolice și sprijinirea și răspândirea culturii minorităților slave. În același an a început publicarea revistei Katolski Posoł - ziarul bisericesc al catolicilor vorbitori ai limbei sorabe de sus - și a publicat, de asemenea, un volum de proză în limba sorabă de sus. În 1858 a fondat suplimentul literar lunar Mĕsačny Přidawk al ziarului Serbske Nowiny, care în 1860 a fost transformat în revista literară Łužičan și a devenit organul de presă al tinerilor sorabi. Începând din 1881 a redactat revista „Gospodarul sorab” (în sorabă de sus Serbski Hospodaŕ).
În 1858 a devenit secretar al Societății Naționale de Cultură și Educație Sorabă „Maćica Serbska” (în sorabă de sus Maćica Serbska). Din 1873 a ocupat funcția de vicepreședinte, iar în 1882 a fost ales președinte al societății. În perioada 1868-1894 a fost redactor al revistei Časopis Maćicy Serbskeje, iar în perioada 1880-1882 a fost redactorul revistei literar Pratyja, publicată în limba sorabă de jos.
În 1889 a publicat o carte de rugăciuni și cântări în limba sorabă de sus intitulată Pobožny wosadnik. Modlitwy a kěrlusche za katholskich Serbow care să fie folosită în parohiile catolice.
A murit la 22 februarie 1894 la Bautzen și a fost înmormântat în cimitirul aflat în apropierea ruinelor Bisericii „Sf. Nicolae”, lângă mormântul preotului și traducătorului Filip Rězak.

## Contribuții în domeniul științei
Pe lângă activitățile sociale M. Hórnik este cunoscut ca autor al mai multor lucrări științifice. În primul rând, este vorba de Istoria poporului sorab (în sorabă de sus Stawizny Serbskeho naroda), scrisă împreună cu Wilhelm Józef Bogusławski (publicată la Bautzen în 1884). Împreună cu K.B. Pful și H. Zejler, M. Hórnik a participat la elaborarea Dicționarului sorab (în sorabă de sus Łužiski serbski słownik) (1866). De asemenea, M. Hórnik este autorul unei traduceri a Noului Testament în limba sorabă de sus, reflectând schimbările lingvistice survenite până în secolul al XIX-lea. Datorită eforturilor lui M. Hórnik și a altor reprezentanți ai renașterii naționale sorabe (J. A. Smoler, K.B. Pful, H. Zejler, J. Radyserb-Wjela) a fost creată baza pentru unificarea celor două variante ale limbii literare sorabe de sus, catolică și protestantă.

## Onoruri
În 1889 regele saxon Albert I i-a acordat lui Michał Hórnik Crucea de Cavaler a Ordinului Albert cl. I.

## Cinstirea memoriei sale

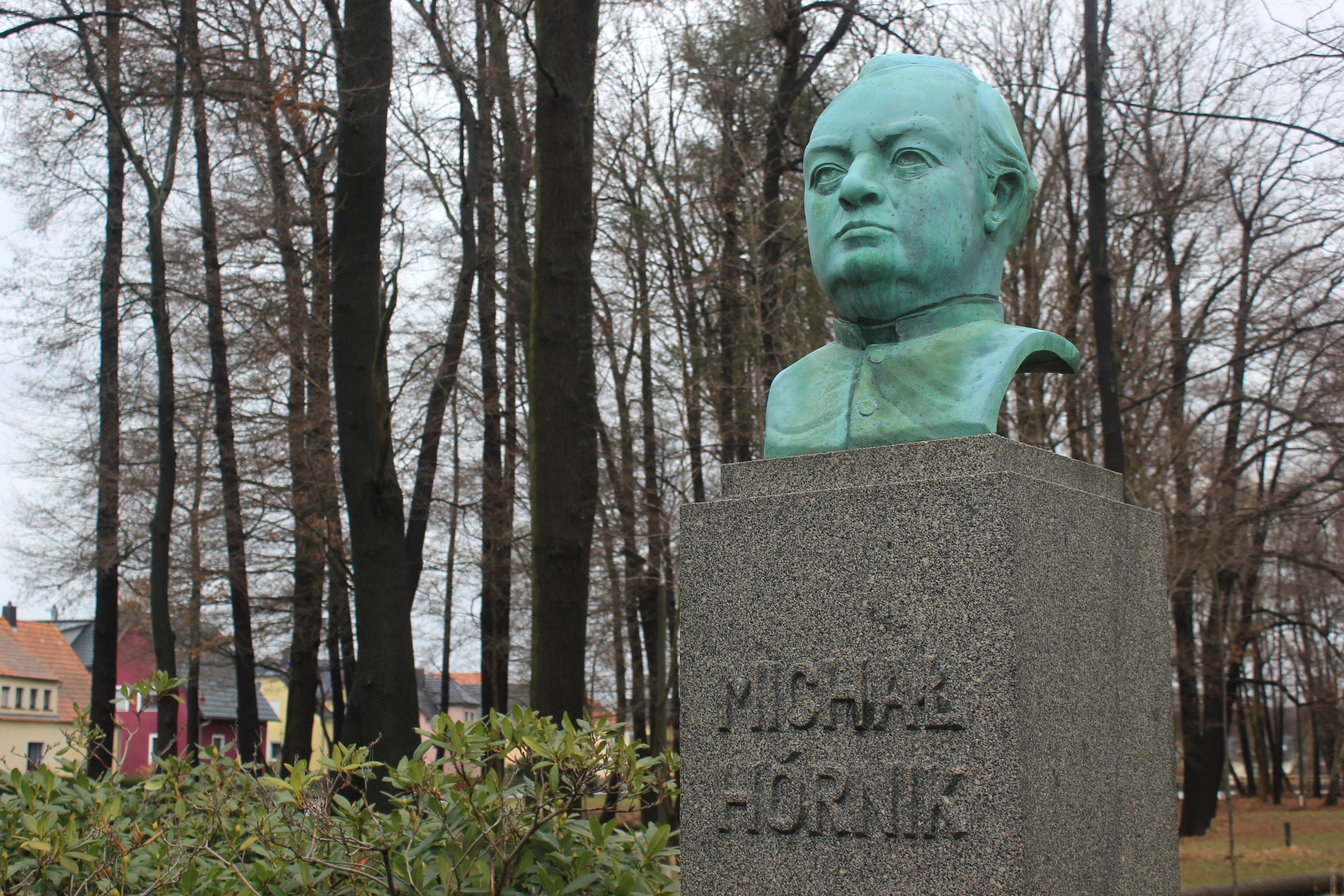
Monument al lui Michał Hórnik în Räckelwitz

În anul 1956 a fost dezvelit un monument al lui Michał Hórnik în localitatea natală Räckelwitz. Străzi care îi poartă numele există în localitățile Bautzen și Crostwitz.